# Eumerus ehimensis
Eumerus ehimensis är en tvåvingeart som beskrevs av Tokuichi Shiraki och Edashige 1953. Eumerus ehimensis ingår i släktet månblomflugor, och familjen blomflugor. Inga underarter finns listade i Catalogue of Life.